# إهليلجية أرضية
الإهليلجية الأرضية هي عبارة عن رقم رياضي يقترب من شكل الأرض، ويُستخدم كأطار مرجعي للحسابات في الجيوديسيا وعلم الفلك وعلوم علوم الأرض.
وهو عبارة عن شكل إهليلجي من محور الذي قطره أقصر، الذي يربط بين القطب الشمالي والجنوبي، وهو محاذي تقريبًا مع محور دوران الأرض حول نفسها ويتم تعريف الإهليلجية هو الفرق في الطول بين محور خط الاستواء والمحور الاقطب؛ وان فرقهم هو حوالي 21 كم، أو 0.335%. وهنالك العديد من الطرق لتحديد محاور إهليجية الأرض.